# محمودآباد، لای سیاه
محمودآباد، لای سیاه روستایی در دهستان لای سیاه، بخش مرکزی شهرستان نائین در استان اصفهان است.
جمعیت این روستا در سال ۱۳۸۵، ۱۹ نفر بوده است.